# Cantó de Rive-de-Gier
El cantó de Rive-de-Gier és un cantó francès del departament del Loira, situat al districte de Saint-Étienne. Té 10 municipis i el cap és Rive-de-Gier.

## Municipis
- Châteauneuf
- Dargoire
- Pavezin
- Rive-de-Gier
- Sainte-Croix-en-Jarez
- Genilac
- Saint-Joseph
- Saint-Martin-la-Plaine
- Saint-Romain-en-Jarez
- Tartaras

## Història
| Data d'elecció                           | Identitat           | Partit                     | Qualitat |
| ---------------------------------------- | ------------------- | -------------------------- | -------- |
| 1945-1951                                | Eugène Condamin     | SFIO                       |          |
| 1951-1958                                | M. Meley            | Divers droite              |          |
| 1958-1973                                | André Chazallon     | MRP, després Divers droite |          |
| 1973-1979                                | Claude Bruyas       | Divers droite              |          |
| 1979-1985                                | André Géry          | PCF                        |          |
| 1985-                                    | Jean-Claude Charvin | RPR, després Divers droite |          |
| les dades anteriors no són pas conegudes |                     |                            |          |
|                                          |                     |                            |          |

## Demografia
| A partir de 1990: Població sense dobles comptes |